# Rafael Bustillo
Rafael Bustillo Montesinos (Villa Imperial de Potosí, Intendência de Potosí, Vice-Reino do Peru, Império Espanhol; 21 de outubro de 1813 - 21 de agosto de 1873, República da Bolívia) foi um advogado, diplomata e político boliviano.
Desde os primeiros anos de fundação da República apoiou as disputas territoriais da Bolívia com os países vizinhos. Faz parte de um grupo de intelectuais bolivianos que foram o eixo da diplomacia boliviana no século XIX ao lado de Casimiro Olañeta, Tomás Frías, Mariano Baptista e Eliodoro Villazón.

## Carreira
Foi deputado eleito por Potosí e Presidente das Assembleias Legislativas em 1844 e 1846. O presidente Manuel Isidoro Belzu nomeou-o prefeito de Oruro em 1848 e, no ano seguinte, foi Ministro das Finanças. Em junho de 1852 assumiu o cargo de Ministro da Instrução Pública e Relações Exteriores, cargo que lhe permitiu negociar a paz com a República do Peru. Foi novamente eleito deputado em 1861, sendo nomeado Ministro das Finanças e das Relações Exteriores pelo Presidente José María de Achá logo em seguida.
Em março de 1863 - no cargo de Ministro de Governo, Culto e Relações Exteriores - enviou uma nota diplomática ao Chanceler do Chile, especificando a posse territorial boliviana do litoral boliviano e também negociou com o diplomata brasileiro Rego Monteiro a fronteira da Bahía Negra ao Norte. Em 1871, o presidente Agustín Morales nomeou-o Ministro Plenipotenciário perante o governo do Chile. No ano seguinte, queixou-se ao governo chileno da nomeação em território boliviano de um interveniente em Mejillones; igualmente, negociou a conclusão da famosa “linha divisória internacional” que, através do tratado de 1866, procurava comprar os paralelos 23 e 24; lidou com as expedições melgarejistas nos territórios bolivianos patrocinadas pelo Chile. Dadas as ações diplomáticas de Bustillo, o governo chileno pediu a sua retirada. Posteriormente, em 1873, o presidente Adolfo Ballivián nomeou-o Ministro das Finanças e da Indústria, último cargo que ocuparia antes de falecer.